# 考伯沙拉
考伯沙拉（英語：Cobb salad）是起源于美国的一类沙拉。它主要由沙拉基底（生菜、苦苣、西洋菜、罗马生菜）、西红柿、煎培根、鸡胸、水煮蛋、牛油果、北葱、蓝干酪组成，再洒上混有红酒的油醋汁。 盘中食材按列依次摆放。

## 起源
考伯沙拉有许多不同的起源故事。 据说它最早出现于1938年的布朗德比餐馆好莱坞分店，并成为了这家店的招牌菜。 它的名称来自餐馆老板罗伯特·霍华德·考伯。 考伯沙拉的发明者是老板考伯还是厨师保罗·J·波斯蒂还有争议。广为流传的故事是这样的，有一天老板考伯直到半夜还未吃饭，于是他把餐馆里剩下的食材混到一起，加上一些煎培根，然后丢进一些法式调料，考伯沙拉就此而成。
另一个故事版本指出，考伯沙拉的发明者是该餐馆首席厨师罗伯特·克雷斯。他于1929年（布朗德比好莱坞分店开业那年）创造了这道沙拉，并以老板罗伯特·考伯的名字命名。
还有故事指出，这个沙拉是餐馆老板考伯匆忙为剧院老板席德·格劳曼准备的，食材被切得很碎，因为格劳曼刚动完牙齿手术，还不能很好地咀嚼。
最初的考伯沙拉基底包含四种绿叶菜：生菜、苦苣、西洋菜和罗马生菜。 有些食材配方使用了不同的奶酪，例如车打干酪、杰克奶酪，或者完全不添加奶酪。

## 相关链接
- 维基媒体中的考伯沙拉图集